# Васильчиков, Николай Иванович
Николай Иванович Васильчиков (1792 — 1855) — генерал-майор из рода Васильчиковых, участник Отечественной войны 1812 года, серпуховский уездный предводитель дворянства, владелец родовой усадьбы Лопасня-Зачатьевское (ныне музей).

## Биография
Родился 28 марта (8 апреля) 1792 года. Сын отставного бригадира Ивана Николаевича Васильчикова от его брака с Федосьей Николаевной Кротковой (1764—13.03.1794). Приходился двоюродным племянником фавориту императрицы Александру Семёновичу Васильчикову и его брату Василию, который служил при дворе камергером и был женат на влиятельной графине Анне Разумовской.
С детства числился в пажах. Уступая просьбам сына, Иван Николаевич привёз его ещё подростком к своему кузену Василию, благодаря влиянию которого Николай поступил в 15 лет, 11 февраля 1807 года, юнкером в Кавалергардский полк; 29 января 1808 года был произведён в эстандарт-юнкеры, 5 ноября того же года — в корнеты.
С Кавалергардским полком Васильчиков участвовал в кампаниях 1812—1814 гг. За Бородинское сражение награждён орденом Св. Анны 3-й степени «За храбрость», за Сражение под Кульмом — орденом Св. Владимира 4-й степени с бантом и за Сражение при Фер-Шампенуазе — орденом Св. Анны 2-й степени.
Цельная натура Васильчикова, воспитанная в преданиях старины, не долюбливала французов за их легкомыслие и революционные увлечения, и впоследствии он охотно вспоминал, как ему довелось нагнать на них страху, и отчасти даже гордился, что принадлежал к малой кучке людей, окрещённой французами прозвищем «русских людоедов» (ogre russe).
Васильчиков был произведён 14 января 1813 года в поручики, 20 февраля того же года в штабс-ротмистры, в 1816 году в ротмистры. В 1818 году назначен командиром эскадрона. В 1819 году произведён в полковники. 28 марта 1820 года назначен полковым командиром Новгородского кирасирского полка.
В 1816 году был командирован по высочайшему повелению для выбора людей из Екатеринославского и Новгородского кирасирских полков на укомплектование Кавалергардского полка и «за хороший выбор» получил монаршее благоволение. В 1820 году, командуя Новгородским полком, получил за смотры и манёвры брильянтовый перстень.
Сдав полк в образцовом порядке после 6-летнего командования, он вышел 27 февраля 1824 года в отставку генерал-майором с мундиром и поселился в своём подмосковном имении Лопасня (ныне город Чехов); трижды избирался предводителем дворянства Серпуховского уезда.
Умер 27 января (8 февраля) 1855 года в своём имении Лопасня и был похоронен при Анно-Зачатьевской церкви.

## Награды
- Св. Владимира 4-й ст. с бантом (1813); 3-й ст. (1834);
- Св. Анны 3-й ст. «За храбрость» (1813); 2-й ст. (1814);
- Кульмский крест (Пруссия)

Также он получил Бриллиантовый перстень за смотры и маневры в 1820 году и Высочайшее благоволение

## Семья
Долголетняя его дружба с братьями Ланскими скрепилась ещё теснее браком с сестрою их Марией Петровной (ум. 1879), от которой он имел пять дочерей и сына:
- Мария (1820—1907), в замужестве Павлова.
- Николай (1822—1905);
- Екатерина (1828―1875), с 1860 года — вторая жена Ивана Николаевича Гончарова (1810―1881), брата Н. Н. Пушкиной-Ланской;
- Наталья (1831—1873);
- Анна (1835—1904);
- Елизавета (?—1894).

Сын не был женат, и с его кончиной в 1905 году пресеклась эта ветвь Васильчиковых. Имение же унаследовали дочери его сестры от брака с Иваном Гончаровым — Екатерина, Наталья и Надежда.
У Васильчиковых в Лопасне жили также две сестры хозяйки и воспитывалась её племянница Софья Александровна Ланская (будущая невестка поэта, жена его сына Александра).